# أحمد بلخوجة
أحمد بلخوجة (1245 هـ - 1313 هـ = 1830 - 1896 م)، هو أبو العباس أحمد بن محمد ابن الخوجة، عالم إسلامي تونسي وقاضي ومفتي الحنفية بها.

## سيرة شخصية
ولد في عائلة أرستقراطية دينية تونسية يعود أصلها إلى وصول سلفهم، الجندي العثماني علي خوجة الحنفي، الذي جاء إلى تونس للمشاركة في معركة في حلق الوادي. جيش كارلوس الخامس. ضابط في جيش سنان باشا، غادر إلى بلاد الشام بمجرد اكتمال الفتح. لديه ابن يدعى محمد وله ابن أيضًا، يُدعى أيضًا محمد. عاد للاستقرار في تونس في القرن السابع عشر.هذا النسب الديني من أهم الأنساب في البلاد في القرنان التاسع عشر والعشرون.
كان مدرسا (أستاذ) في جامعة الزيتونة، قاضي الحنفية في 1860، المفتي في 1864 وشيخ الإسلام في فبراير 1877، رجل الدين الأول للبلاد خلفا للشيخ محمد إسلام معاوية. ساهم جنبًا إلى جنب مع خير الدين باشا في صياغة العديد من الإصلاحات للعدالة والتعليم والحبوس. جلس إلى جانب مثقفين آخرين في لجنة كلفها خير الدين لإصلاح تعليم الزيتونة وإنشاء المدرسة الصادقية في تونس.
كما أنتج العديد من الكتابات الدينية والسياسية.